# محمد بن عطية
محمد بن عطية (من مواليد 5 يناير 1976، تونس العاصمة) هو مُخرج وكاتب سيناريو تونسي.

## النشأة والتعليم
وُلد مُحمد بن عطية سنة 1976 في مدينة تونس العاصمة. تخرج مُحمد سنة 1998 من معهد الدراسات التجارية العليا بقرطاج. بعد بضع سنوات، حصل بن عطية على دبلوم الدراسات العليا المتخصصة في الاتصالات السمعية والبصرية من جامعة فالنسيان.

## أعماله
- 2005 : «الرومانسية: حبتين صباحا ومساء» (بالفرنسية: Romantisme : deux comprimés matin et soir)‏ (فيلم روائي قصير).
- 2006 : «مثل الآخرين» (بالفرنسية: Comme les autres)‏ (فيلم روائي قصير).
- 2010 : «موجا» (بالفرنسية: Mouja)‏ (فيلم روائي قصير).
- 2011 : «القانون 76» (بالفرنسية: Loi 76)‏ (فيلم روائي قصير).
- 2013 : «سلمى» (فيلم فيلم قصير).
- 2016 : الهادي رياح الحرية (فيلم فيلم روائي طويل).
- 2018 : ابني العزيز (فيلم روائي طويل).[3]

## الجوائز
- 2006
  - الجائزة الفضية في المهرجان الأفريقي للسينما والتلفزيون في واغادوغو عن فيلم «مثل الآخرين».
  - أفضل عرض أول في مهرجان برلين السينمائي الدولي عن فيلم الهادي رياح الحرية.[4]
  - جائزة (بالفرنسية: Diamond Valois)‏ (أفضل فيلم) في مهرجان (بالفرنسية: Angoulême Francophone Film)‏ عن فيلم الهادي رياح الحرية.[5]
  - جائزة (بالإنجليزية: City of Amiens)‏ (أفضل مخرج) وجائزة (بالإنجليزية: CCAS)‏ في مهرجان أميان السينمائي الدولي عن فيلم الهادي رياح الحرية.
  - جائزة أثينا الذهبية (أفضل فيلم) في مهرجان أثينا السينمائي الدولي عن فيلم الهادي رياح الحرية.[6]
  - جائزة (بالإنجليزية: Domaine Clarence Dillon Jury Grand Prix)‏ وجائزة (بالإنجليزية: Erasmus + Jury)‏ في مهرجان الفيلم الدولي المستقل في بوردو عن فيلم الهادي رياح الحرية.
- 2017
  - جائزة (بالفرنسية: Prix Lumières)‏ لأفضل فيلم فرنكوفوني في الحفل السنوي الثاني والعشرين للجائزة عن فيلم الهادي رياح الحرية.[7]
  - أول فيلم روائي طويل في مهرجان كولوكوا للسينما الفرنسية عن فيلم الهادي رياح الحرية.[8]

## روابط خارجية
محمد بن عطية على موقع IMDb (الإنجليزية)
- محمد بن عطية على موقع ألو سيني (الفرنسية)
- محمد بن عطية على موقع أول موفي (الإنجليزية)
- محمد بن عطية على موقع كينوبويسك (الروسية)